# 聖ヒエロニムスのいる聖家族

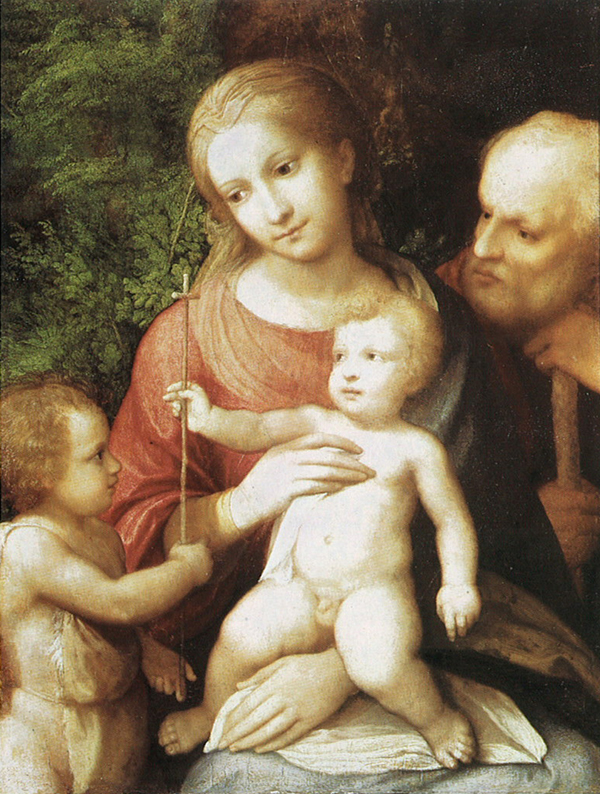
コレッジョの1518年ごろの『聖家族と幼児洗礼者聖ヨハネ』。オルレアン美術館所蔵。

『聖ヒエロニムスのいる聖家族』（せいヒエロニムスのいるせいかぞく、伊: Sacra Famiglia con San Girolamo, 英: The Holy Family with Saint Jerome）は、イタリア、ルネサンス期のパルマ派の画家コレッジョが1519年ごろに制作した絵画である。油彩。おそらくコレッジョが故郷であるコッレッジョを離れてパルマに移った直後の比較的初期の作品で、制作経緯は不明だが、個人的な礼拝のために制作されたと考えられている。マントヴァのゴンザーガ家、イングランド国王チャールズ1世のコレクションに含まれていたことが知られており、現在はロンドンのハンプトン・コート宮殿のロイヤル・コレクションに所蔵されている。

## 作品
聖母子は画面左の年老いた人物を見つめている。この人物は聖母マリアの手で守られている幼児キリストから祝福されている。画面右にいるのは聖ヨセフであることから、画面左側の人物は二者択一的におそらく聖ヒエロニムスと識別されているが、聖ヒエロニムスとはっきり分かる形で描かれているわけではない。祝福を与えるキリストの小さな手は聖ヒエロニムスの大きな手と対照的であり、金色の巻き毛は聖ヒエロニムスの白髪と対照的である。
コレッジョは自身の過去のカルトンの図像や発想を再利用して本作品を制作している。幼児キリストの図像はプラド美術館の『聖母子と幼児聖ヨハネ』（Madonna col Bambino e san Giovannino）と共通しているが、中でも聖母の図像は特にかつて同じくチャールズ1世のコレクションに属したオルレアン美術館の『聖家族と幼児洗礼者聖ヨハネ』（Sacra Famiglia con san Giovannino）の聖母像と非常に近い。オルレアン美術館の絵画と比較すると触筆はより自由であり、風景の扱いと形態描写の正確さが低下していることは、本作品がオルレアン美術館の絵画よりも後に制作されたことを示唆している。
人物間の甘やかさと親密さ、特に聖母子の柔らかく彫刻的な人物像の集まりは繰り返し聖家族を探求したラファエロ・サンツィオを思い出させる。明確な証拠はないが、一般的にコレッジョは本作品の制作と同時期（1518年-1519年ごろ）にローマを訪れたと考えられ、ラファエロの作品を研究する機会を得ていたと考えられている。

## 来歴
本作品と思われる絵画の最古の記録は、マントヴァ公爵フェルディナンド・ゴンザーガの死後の1627年1月23日に作成された目録であり「板の上に描かれた、子供を腕に抱えた聖母、聖ヒエロニムスと聖ヨセフ、彫刻が施された金色の額縁」と記載されているが、作者に関する言及はない。一方、1627年から1628年にかけて、チャールズ1世に代わってゴンザーガ家の絵画コレクションの売却の交渉にあたったフランドルの美術商ダニエル・ニースは本作品について「聖ヨセフの頭部を持つコレッジョの聖母」という言及を残している。絵画にはコレッジョの署名はないが、ダニエル・ニースはコレッジョの作品であるとはっきり認識することができた。ただし、ダニエル・ニースが言及したのはオルレアン美術館の絵画だった可能性もある。ゴンザーガ家のコレクションに加わった時期ははっきりしないが、コレッジョの作品に高い関心を持っていたヴィンチェンツォ1世・ゴンザーガの時代ではないかと推測されている。チャールズ1世が所有した印は絵画の裏側にあるが、チャールズ1世のコレクションを管理したアブラハム・ファン・デル・ドアト（Abraham van der Doort）のインベントリには記載がない。絵画はグリニッジ宮殿にあり、チャールズ1世処刑後の1649年11月の大規模売却で「コレッジョの聖母、キリスト、聖ヒエロニムス」として50ポンドと評価された。一度は売却された絵画はその後回収され、1666年にホワイトホールの王の私室で記録された。ロイヤル・コレクションにおける目録でも制作者は記載されなかったが、1870年にコレッジョに帰属され、以降はコレッジョの作品として広く認められている。

## 影響
同じくパルマ派の画家パルミジャニーノは本作品から影響を受けていることが指摘されている。パルミジャニーノは少なくともロンドンのナショナル・ギャラリー『聖カタリナの神秘の結婚』（Matrimonio mistico di santa Caterina）とウフィツィ美術館の『聖ゼカリアの聖母』（Madonna con Bambino e angeli, detta Madonna di San Zaccaria）において、画面端に年老いた聖人の横顔を配置する本作品のアイデアを用いている。

## ギャラリー

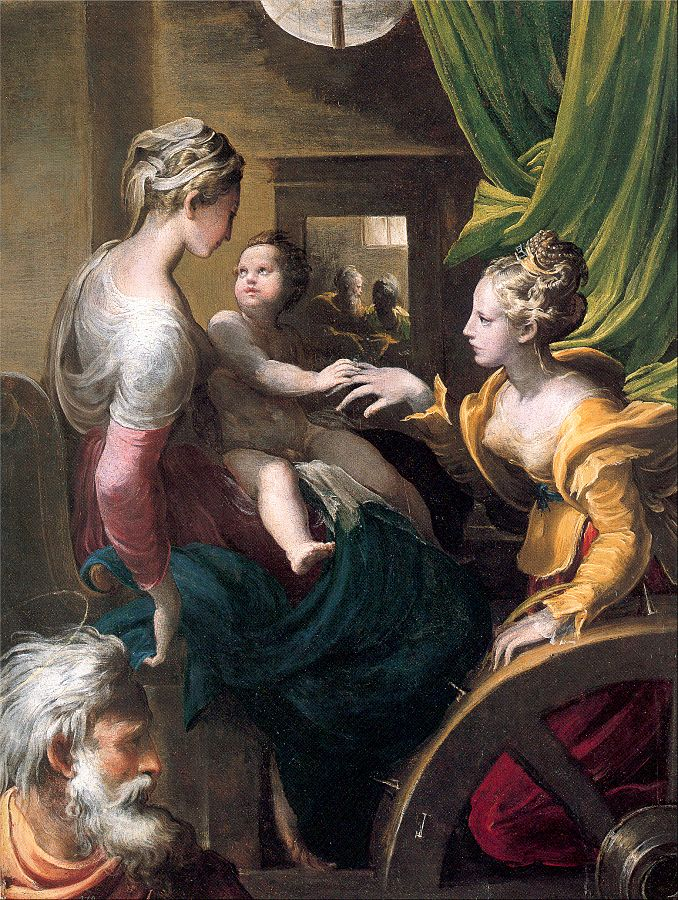
パルミジャニーノ『聖カタリナの神秘の結婚』1529年ごろ ロンドン・ナショナル・ギャラリー所蔵
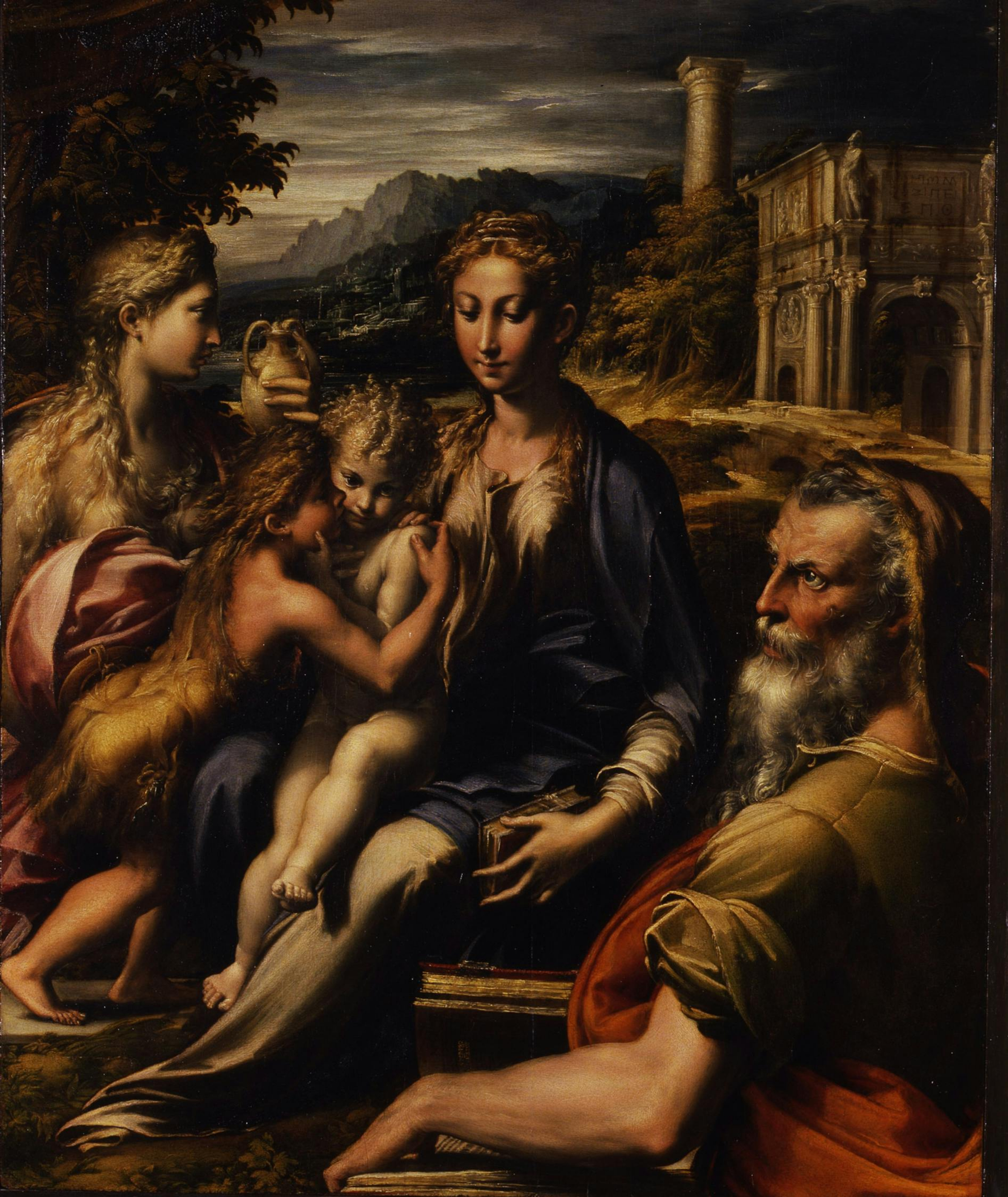
パルミジャニーノ『聖ゼカリアのいる聖母子』1530年–1533年ごろ ウフィツィ美術館所蔵